# Leonardo Gaciba
Leonardo Gaciba da Silva (Pelotas, 26 de junho de 1971) é um ex-árbitro de futebol brasileiro.

## Biografia
É formado em Educação Física e, paralelamente à profissão de árbitro, administra uma academia de ginástica, em Porto Alegre.
O primeiro jogo profissional que apitou foi Grêmio Atlético Farroupilha, de Pelotas e Guarany Futebol Clube, de Bagé, em 1993. Aos 25 anos, apitou o seu primeiro clássico Gre-Nal.
Em 2005, entrou para o quadro da FIFA.
Em 2008, recebeu o prêmio da CBF como melhor árbitro do Campeonato Brasileiro, prêmio conquistado por ele pela quarta vez, sendo a terceira consecutiva (2005, 2006, 2007 e 2009).
Em 2009, foi desvinculado do quadro da FIFA, por reprovação nos testes físicos da entidade e perdeu a chance de apitar a Copa do Mundo de 2010 na África do Sul.
Em outubro de 2010, largou a carreira de árbitro e passa a ser comentarista de arbitragem da Rádio Gaúcha e da RBS TV.
Em 21 de setembro de 2011, faz sua primeira aparição como comentarista de arbitragem pela Rede Globo de Televisão, comentando o jogo entre Atlético-MG e Flamengo pela 25ª rodada do Campeonato Brasileiro.
Em 21 de maio de 2019, fez sua primeira aparição como comentarista de arbitragem no Troca de Passes, programa do canal esportivo brasileiro SporTV.
Em 8 de abril de 2019 foi anunciado como o chefe de arbitragem da CBF durante a gestão de Rogério Caboclo, cargo que ocupou ate 12 de novembro de 2021, após diversas polêmicas da arbitragem no Campeonato Brasileiro.
Em junho de 2022, assinou contrato para atuar como comentarista do grupo Disney.

## Prêmios
- Melhor árbitro: 2005, 2006, 2007 e 2009